# Adolph Frederik Munthe
Adolph Frederik Munthe, född den 12 juli 1817 i Ullensaker, död den 7 september 1884 i Kristiania (nuvarande Oslo), var en norsk militär och politiker. Han var far till Holm Munthe.
Munthe blev officer 1836, var 1877–1884 statsråd och chef för Armédepartementet, från 1878 generalmajor och högste befälhavare över Norges armé.